# Mansión Joseph Raphael De Lamar
La casa  de Joseph Raphael De Lamar es una mansión en 233 Madison Avenue en la esquina de 37th Street en el vecindario Murray Hill de Manhattan, Nueva York que actualmente es la sede del Consulado General de Polonia en la ciudad de Nueva York. Fue construida entre 1902 y 1905 y fue diseñada por CPH Gilbert en estilo Beaux-Arts. Marcó una marcada desviación del estilo tradicional de la arquitectura gótica francesa de Gilbert, y, en cambio, es robustamente Beaux-Arts, pesada con mampostería rústica, balcones y un colosal techo abuhardillado. Es la más grande de Murray Hill y una de las más espectaculares de la ciudad; los interiores son tan lujosos como el exterior.

## Historia
Joseph Raphael De Lamar fue un marino mercante nacido en Holanda que hizo su primera fortuna en la minería y la metalurgia durante las carreras de plata y plomo de las décadas de 1870 y 1880 en Colorado e Idaho, y los descubrimientos de oro de la década de 1890 en Mercur, Utah y Delamar, Nevada. Hizo construir esta residencia como su entrada en la sociedad de Nueva York.   Iba a ser una residencia familiar, pero poco después de su construcción, De Lamar y su esposa se divorciaron. El censista de 1910 encontró a De Lamar en residencia con su hija Alice, que entonces tenía 15 años, y nueve sirvientes, una proporción típica para la época. De Lamar murió ocho años después, en 1918, a la edad de 75 años. Su obituario en The Boston Daily Globe lo describió como un "hombre misterioso" y un organista consumado. Dejó un patrimonio por valor de $ 29 millones (equivalente a $ 520,000,000 en 2023) a su hija, quien continuó viviendo en la casa por un corto tiempo antes de mudarse a un apartamento en 740 Park Avenue.
Fe vendida a la Sociedad Bíblica Americana y en 1923 el Club Democrático Nacional la compró para su sede.
En 1973, la República de Polonia la compró por $900.000 (equivale a $ 5,500,000 en 2023 ) para albergar su Consulado General en Nueva York. El interior se renovó a fondo y conserva todas sus características de época. Desde 2008, el consulado también se ilumina regularmente por la noche.
Fue designada como un hito por la Comisión de Preservación de Monumentos Históricos de la Ciudad de Nueva York en 1975 y se agregó al Registro Nacional de Lugares Históricos en 1983.

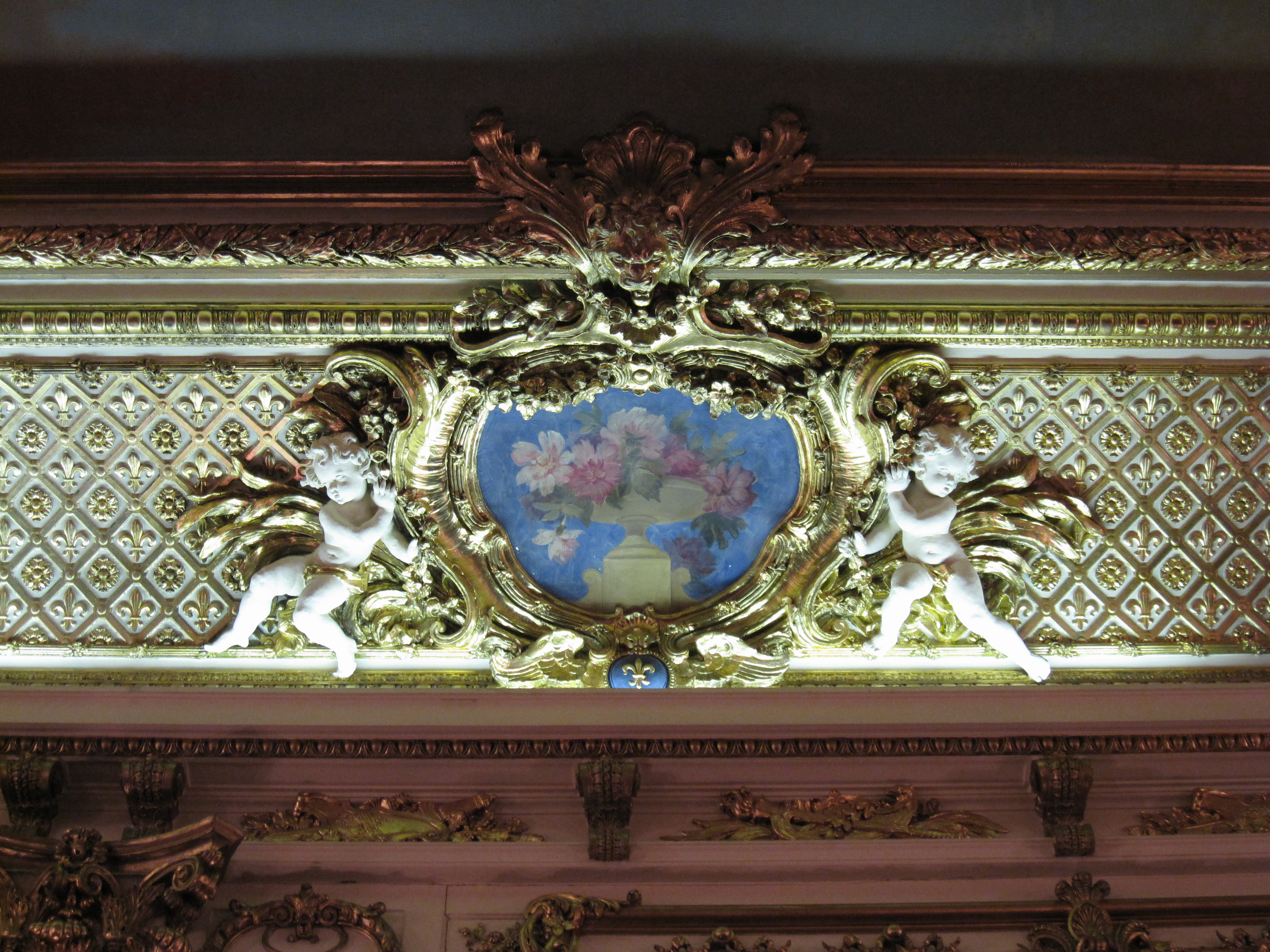
Cartucho neobarroco con pintura floral en el techo.
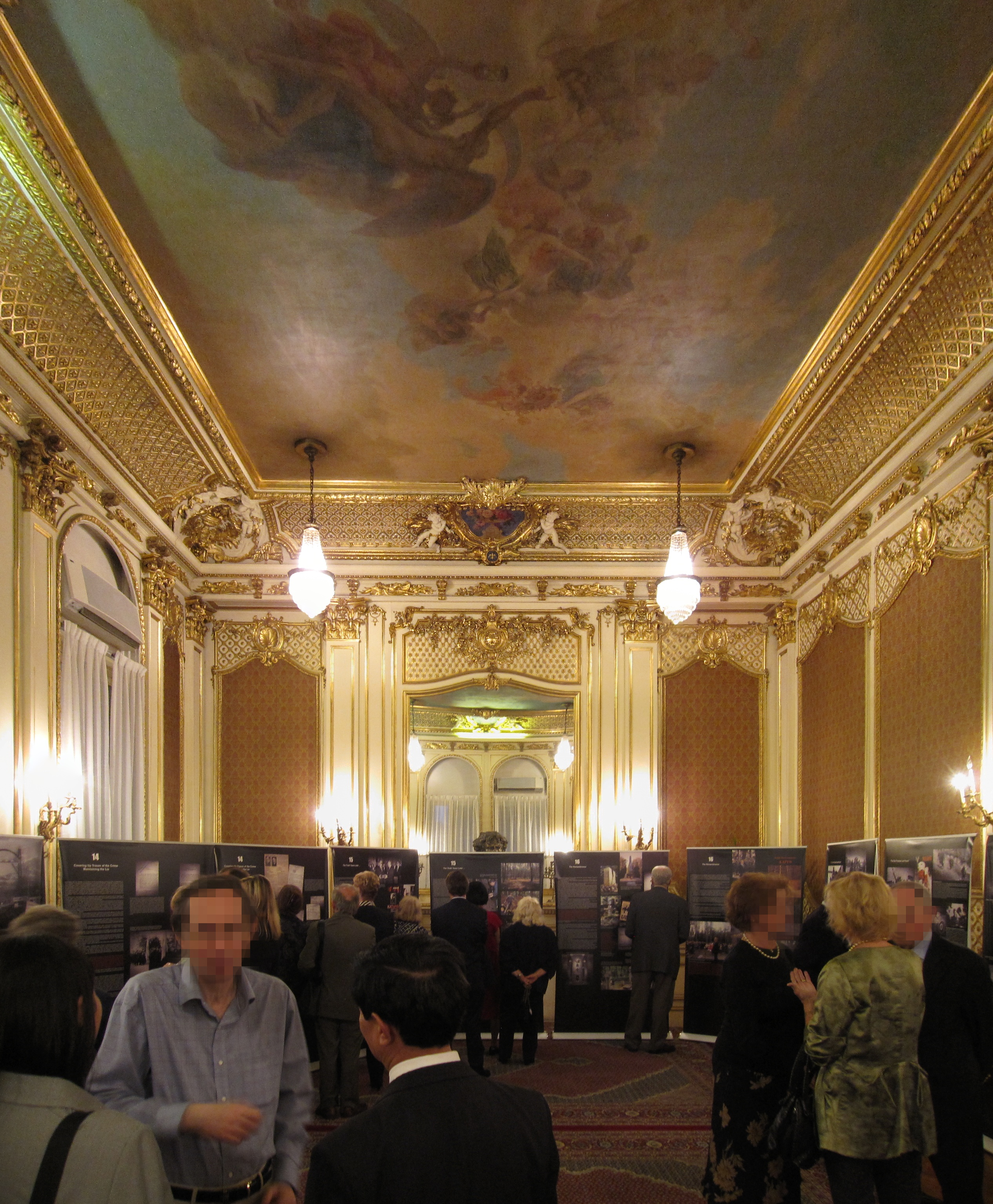
Una de las salas representativas con pinturas en el techo y estuco dorado.
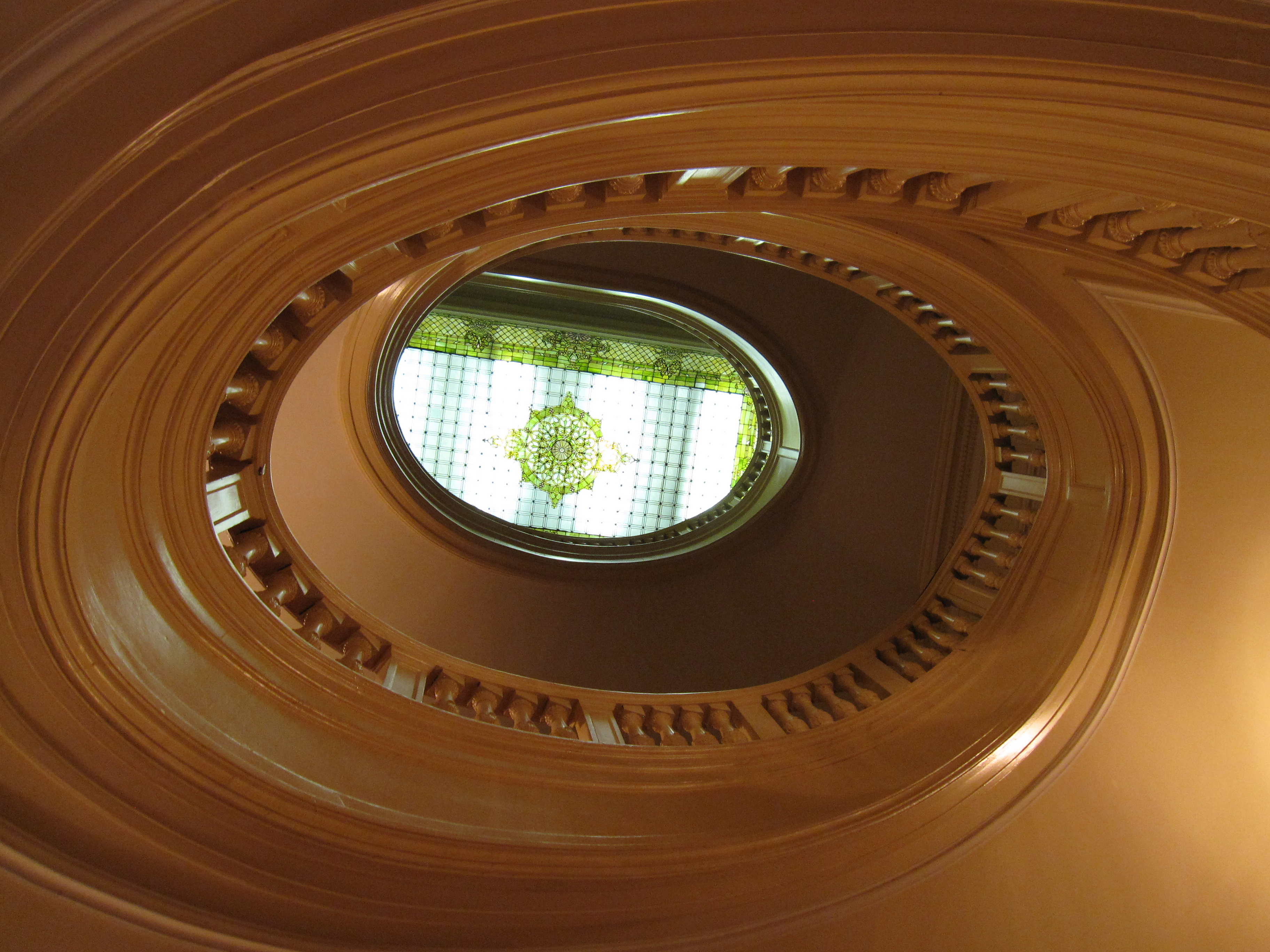
Escalera con claraboya de vidrio emplomado